# Takigawa Kazumasu
Takigawa Kazumasu (滝川 一益?; 1525 – 21 ottobre 1586) è stato un samurai giapponese del periodo Sengoku servitore di Oda Nobunaga e successivamente di Toyotomi Hideyoshi durante il periodo Sengoku. Suo figlio Toshimasu fu adottato da Maeda Toshihisa a servì più tardi Nobunaga attraverso lo zio adottato Maeda Toshiie.
Originario della provincia di Ōmi, Takigawa fu nominato Kantō-Kanrei (vice-shogun nell'est) da Nobunaga; in quel posto, con una parte della provincia di Kozuke come dominio, gli fu assegnato il compito di tenere sotto controllo il potente clan Hōjō. Assieme a Nobunaga prese parte in molte grandi battaglie, inclusa Anegawa nel 1570, e le campagne contro gli Ikkō-ikki di Nagashima (1571–1574). Queste includono anche le sconfitte negli assedi di Nagashima e nella battaglia di Tedorigawa.
Dopo la fine dei Takeda nel 1582, a Takigawa furono assegnati dei territori nello Shinano. Con la morte improvvisa di Nobunaga nel 1582, Takigawa fu attaccato e sconfitto nella battaglia di Kanagawa, fuggì nella provincia di Ise ed assieme a molti servitori Oda inizialmente si oppose a Toyotomi Hideyoshi anche se successivamente entrò al suo servizio dopo la loro disfatta. 
Assistette Hideyoshi nella campagna di Komaki e Nagakute contro Tokugawa Ieyasu, partecipando all'assedio del castello di Kanie assieme a Kuki Yoshitaka. Dopo il suo debole contributo in questi eventi Takigawa si rasò la testa e divenne un monaco buddhista. Morì probabilmente a Echizen attorno al 1586 e venne succeduto dal figlio Takigawa Kazutoki.
Lo stendardo di Takigawa era composto da tre cerchi rossi disposti verticalmente.